# Sandakan
Sandakan è una città costiera della Malaysia insulare, situata nella parte nord-orientale del Borneo Malese, ed è la seconda per importanza e per popolazione dello stato del Sabah. Il nome significa "pegno scaduto": la città fu infatti lasciata in pegno dal Sultano di Sulu al governatore locale come garanzia di un prestito che poi non restituì mai.  Presenta un'economia strettamente legata alla pesca e al commercio con le vicine isole delle Filippine. Il commercio è favorito dall'importante centro portuale e dall'aeroporto domestico che serve la città. Sandakan si sta aprendo molto velocemente al turismo grazie alla favorevole posizione, vero e proprio ponte di passaggio tra Kota Kinabalu, capoluogo del Sabah, e le suggestive isole orientali, le Turtle Islands, paradiso delle tartarughe e parco nazionale marino.
La città è piuttosto povera di attrazioni, fatta eccezione per il caratteristico mercato locale.
Al nome di questa città si ispirò il romanziere veronese Emilio Salgari per scegliere il nome del protagonista di tanti suoi romanzi di avventura: Sandokan.